# Villemontoire
Villemontoire ist eine französische Gemeinde mit 210 Einwohnern (Stand: 1. Januar 2022) im Département Aisne in der Region Hauts-de-France (frühere Region: Picardie). Sie gehört zum Arrondissement Soissons und zum Kanton Villers-Cotterêts.

## Lage
Die Gemeinde Villemontoire liegt in einem Seitental der Crise, zehn Kilometer südlich von Soissons. Im Westen verläuft die Bahnstrecke La Plaine–Hirson, die hier durch den 1401 Meter langen Tunnel de Vierzy führt. Zu Villemontoire gehört der Ortsteil Charentigny. Nachbargemeinden von Villemontoire sind Berzy-le-Sec im Westen und Norden, Noyant-et-Aconin im Norden, Buzancy im Osten, Hartennes-et-Taux im Südosten, Parcy-et-Tigny im Süden sowie Vierzy im Südwesten.

## Bevölkerungsentwicklung
| Jahr                       | 1962 | 1968 | 1975 | 1982 | 1990 | 1999 | 2007 | 2015 | 2022 |
| Einwohner                  | 232  | 207  | 185  | 201  | 221  | 210  | 210  | 191  | 210  |
| Quellen: Cassini und INSEE |      |      |      |      |      |      |      |      |      |

## Sehenswürdigkeiten

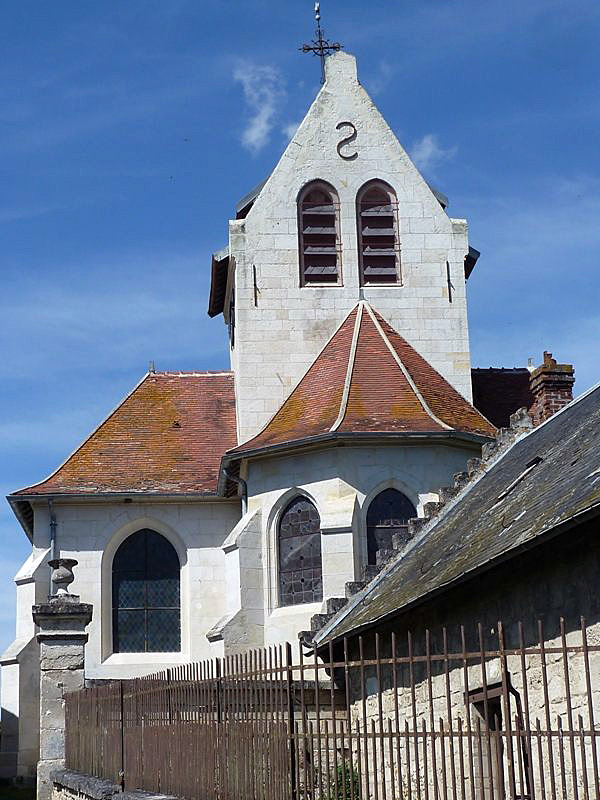
Kirche Saint-Hilaire

- Kirche Saint-Hilaire